# Миа Май
Миа Май, также Миа Мэй (нем. Mia May, настоящее имя Гермине Пфлегер; нем. Hermine Pfleger; 2 июня 1884 Вена, Австро-Венгрия — 28 ноября 1980 Лос-Анджелес, США) — австро-немецкая актриса.
Супруга австро-немецкого продюсера и режиссёра Джоэ Мая, от брака с которым имела дочь Еву Май, также ставшую актрисой. С 1912 по 1924 год снялась в 41 фильме.

## Биография
В пять лет впервые оказалась в театре, после чего получала детские роли. Появилась на венской сцене как актриса и певица под псевдонимом Герма Ангелот (нем. Herma Angelot). В 1902 году вышла замуж за режиссёра и продюсера Джое Мая, от которого у неё была дочь Ева. Позже она также стала исполнять детские роли в постановках Джое Мая.
Под новым псевдонимом Миа Май с 1910 года вновь начала работать в театре, а именно Доме оперетты в Гамбурге. Позже её муж взял псевдоним и для себя. В 1912 году Май снялась в первом фильме своего мужа «В глубине шахты». В последующие годы её работа не ограничилась проектами Джое Мая. Снялась в фильме Фрица Ланга «Блуждающий образ» (1920) и в крупных проектах Джое Мая — «Правда побеждает» (1919), «Хозяйка мира» (нем. Die Herrin der Welt) (1919), «Индийская гробница» (1921) и «Трагедия любви» (1923).
После самоубийства дочери Евы, в 1924 году Миа Май закончила актёрскую карьеру. Вместе с мужем в 1933 году эмигрировала в США.

## Избранная фильмография
| Год  | Русское название             | Оригинальное название               |
| ---- | ---------------------------- | ----------------------------------- |
| 1912 | В глубине шахты              | In der Tiefe des Schachts           |
| 1913 | Цепочки прошлого             | Ketten der Vergangenheit            |
| 1915 | Его самое трудное дело       | Sein schwierigster Fall             |
| 1916 | Грех Хельги Арндт            | Die Sünde der Helga Arndt           |
| 1916 | Бедная Ева Мария             | Arme Eva Maria                      |
| 1916 | Одинокая могила              | Ein einsam Grab                     |
| 1916 |                              | Charly, der Wunderaffe              |
| 1916 |                              | Gespensteruhr                       |
| 1916 | Туман и солнце               | Nebel und Sonne                     |
| 1917 | Силуэт дьявола               | Die Silhouette des Teufels          |
| 1917 | Любовь Хетти Раймонд         | Die Liebe der Hetty Raymond         |
| 1917 | Хильда Уоррен и смерть       | Hilde Warren und der Tod            |
| 1917 | Чёрный шофер                 | Der schwarze Chauffeur              |
| 1917 | Луч света в темном царстве   | Ein Lichtstrahl im Dunkel           |
| 1918 | Нищая графиня                | Die Bettelgräfin                    |
| 1918 | Волны судьбы                 | Wogen des Schicksals                |
| 1918 | Жертва                       | Das Opfer                           |
| 1919 | Правда побеждает             | Veritas vincit                      |
| 1919 | Платонический брак           | Die platonische Ehe                 |
| 1919 | Мисс стоматолог              | Fräulein Zahnarzt                   |
| 1919 | Хозяйка мира                 | Die Herrin der Welt                 |
| 1920 | Вина Лафинии Морланд         | Die Schuld der Lavinia Morland      |
| 1920 | Блуждающий образ             | Das wandernde Bild                  |
| 1921 |                              | Der Leidensweg der Inge Krafft      |
| 1921 | Индийская гробница           | Das indische Grabmal                |
| 1923 | Трагедия любви               | Tragödie der Liebe                  |
| 1924 | Любовные письма баронессы С… | Die Liebesbriefe der Baronin von S… |

## Награды
- 1969 — Deutscher Filmpreis